# 輝光翼戦記 銀の刻のコロナ
『輝光翼戦記 銀の刻のコロナ』（きこうよくせんき ぎんのときのコロナ）は、Will社内のブランドETERNALから2011年12月16日にリリースされたジャンルをシミュレーションRPGとするアダルトゲームである。前作『輝光翼戦記 天空のユミナ』の流れを汲む第2作目。
2013年1月25日にファンディスク『輝光翼戦記 銀の刻のコロナFD -Fortune Dragon's-』が発売されている。
2013年12月3日にはシリーズをソーシャルゲーム化した『輝光翼戦記 銀の刻のコロナ外伝』がDMM.R18からスマートフォン用に配信開始された。

## ストーリー
主人公小田桐統果が『真夜』の中で天津刻乃という不思議な女性と出会う。そしてまたある日にミュリアルという名の女性が空から降り立ち、統果と刻乃にコロナという少女を託す。世界が滅びに迫っていることが分かり、統果たちは世界の滅びを止めることとなる。

## 登場人物

### 主人公
小田桐統果（おだぎり とうか）
声 - モモスケ
本作の主人公である少年。
皇河学園の2年生である。
幼い頃から世界を守るための戦いに参加している夢を何度も視ている。
ある時に『真夜』とよばれる空間を感じ取り、そこに現れた化け物を倒す能力に目覚める。能力に目覚めたばかりの頃は戦闘能力は低いが『真夜』の発生を知る感覚は誰よりも優れている。
性格はポジティブでやや自信家である。また、上記の夢を何度も視ていたという理由から自分に特別な力があると思い込んでいて、周囲から浮いた発言を繰り返していた。しかし自分の能力に目覚めてからはそれまでの自分を反省し、目立たないように生活するようになる。
鋭すぎる視線を持っている。そのため複数の理由から変な人や怖い人などと周囲に思われており、すっかり浮いた存在と化している。
外見的特長は髪を後ろで縛っており、青や赤などの服装をしている。また、刀を持っている。
コロナ、刻乃、ミュリアル達との出会いが彼の運命を大きく変えることとなり、世界の滅びを止めることとなる。

### 女性キャラクター
コロナ / 小田桐 五六七（おだぎり ころな）
声 - 遠野そよぎ
天津 刻乃（あまつ ときの）
声 - かわしまりの
健見 久美（けんみ くみ）
声 - 民安ともえ
兵藤 かなめ（ひょうどう かなめ）
声 - 葵時緒
穂村 茜（ほむら あかね）
声 - 東かりん
金剛 恵理（こんごう えり）
声 - 桜川未央
アナスタシア
声 - 海原エレナ
遠野 明日翔（とおの あすか）
声 - 本山美奈
ミュリアル
声 - 五行なずな
翠下 弓那（みどりした ゆみな）
声 - 水霧けいと
黒河 雲母（くろかわ きらら）
声 - 里宮アリサ
御木津 藍（おきつ あい）
声 - 遠山枝里子
小田桐 赤（おだぎり あか）
声 - 遠野そよぎ
フィー
声 - みる

### 男性キャラクター
梶 智明（かじ ともあき）
声 - 西野真人
斉藤 竜一（さいとう りゅういち）
声 - 葵海人
朱島 歩武（あかしま あゆむ）
声 - 櫻井真人
ゼオン
声 - 日向苺

### 初回限定版特典キャラクター追加パッチ
風祭 みやび（『遥かに仰ぎ、麗しの』より）
声 - 北都南
一乃谷 刀子（『あやかしびと』より）
声 - 一色ヒカル
月丘さん（『花と乙女に祝福を』より）
声 - まきいづみ

## スタッフ
- 企画・原案 - 高瀬奈緒文
- 原画 - キグナス、ぎん
- SD原画 - こもわた遙華
- シナリオ - 座敷猫 with 企画屋
- 音楽 - 四十万行道
- ディレクター - 十五夜

## 主題歌

### 輝光翼戦記 銀の刻のコロナ
オープニングテーマ1「宿命のパヴァーヌ」
作詞 - 谷藤律子 / 作曲・編曲 - 四十万行道 / 歌 - Riryka
オープニングテーマ2「満ちた刻のスピカ」
作詞 - ナインチュ / 作曲・編曲 - 四十万行道 / 歌 - Riryka
挿入歌「ワンダートキメキ☆システム」
作詞 - ナインチュ / 作曲・編曲 - 四十万行道 / 歌 - 翠下弓那（CV：水霧けいと）
エンディングテーマ「69億の夜明け」
作詞 - ナインチュ / 作曲・編曲 - 四十万行道 / 歌 - コロナ（CV：遠野そよぎ）

### 輝光翼戦記 銀の刻のコロナFD
オープニングテーマ1「Split Second」
作詞 - 四十万行道、mokomokomako / 作曲・編曲 - 四十万行道 / 歌 - CAO

## 関連作品
- 輝光翼戦記 天空のユミナ